# Майбулак (Жамбылская область)
Майбулак (каз. Майбұлақ, до 2011 г. — Маяк) — село в Жуалынском районе Жамбылской области Казахстана. Входит в состав Жетитобинского сельского округа. Код КАТО — 314245400.

## Население
В 1999 году население села составляло 126 человек (52 мужчины и 74 женщины). По данным переписи 2009 года, в селе проживало 137 человек (65 мужчин и 72 женщины).